# Marlengo
Marlengo, németül: Marling, település Olaszországban, Bolzano autonóm megyében. Lakosainak száma 2838 fő (2023. január 1.). Marlengo Cermes, Lagundo, Merano, Parcines és Lana községekkel határos.

## Népesség
A település népességének változása:
| Lakosok száma | 2674 | 2710 | 2838 |
|               | 2017 | 2018 | 2023 |